# 파탄 더르바르 광장

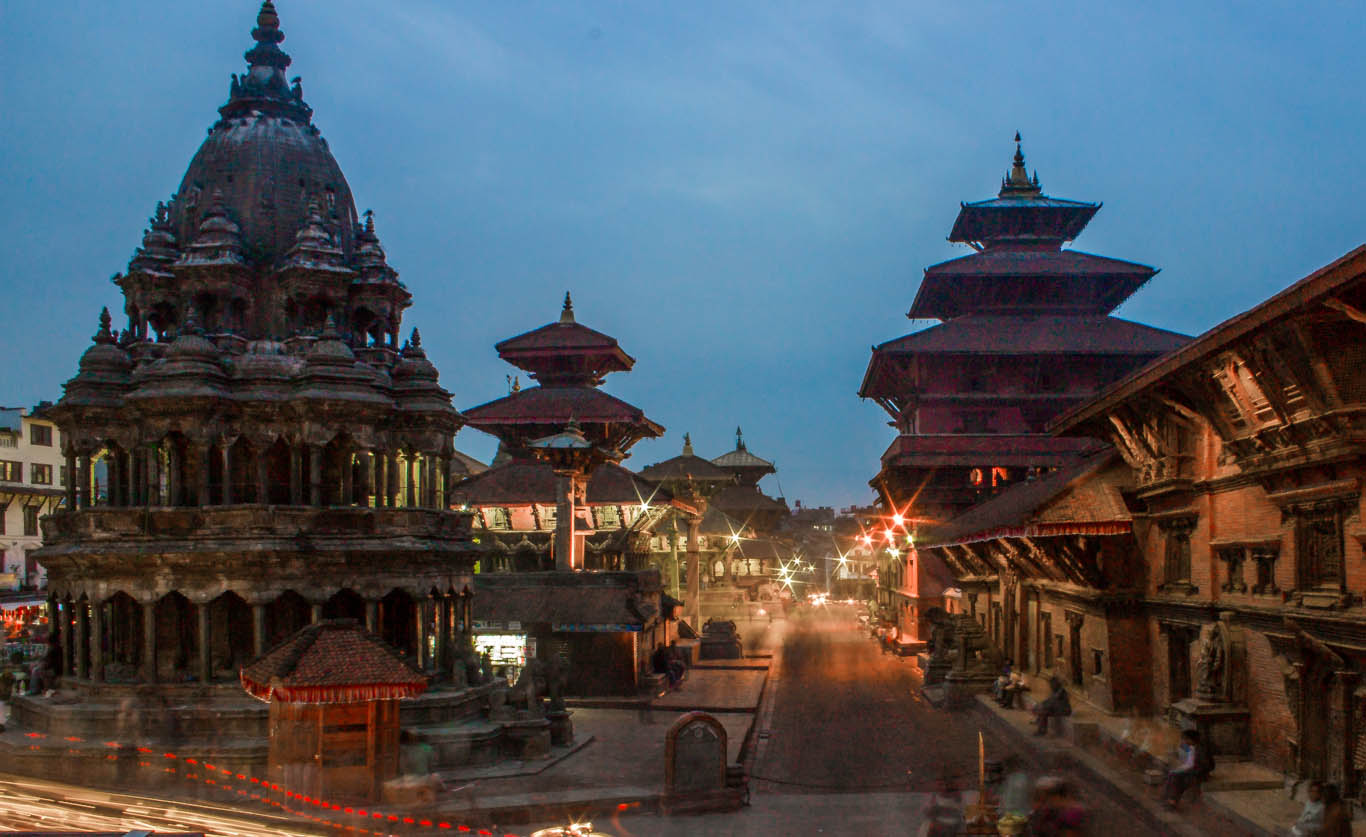
파탄 더르바르 광장

파탄 더르바르 광장(네팔어: पाटन दरवार क्षेत्र)은 네팔 랄릿푸르(파탄)에 있는 더르바르 광장 중 하나이다.